# 恒徳王妃光子
恒徳王妃 光子（つねよしおうひ みつこ、1915年〈大正4年〉11月6日 - 2013年〈平成25年〉8月11日）は、日本の旧皇族。竹田宮恒徳王の妃。公爵・三条公輝の次女。  母は、伯爵・正親町実正の長女・静子。旧名は、三条 光子（さんじょう みつこ）。皇籍離脱前の身位は王妃で、皇室典範における敬称は殿下。皇籍離脱後の名は、竹田 光子（たけだ みつこ）。

## 人物・来歴
1934年（昭和9年）、竹田宮恒徳王と結婚。その後、恒正王、素子女王、紀子女王、恒治王、竹田恒和の3男2女をもうける。1947年（昭和22年）10月14日、皇室典範第11条1項により、夫や子女と共に家族で皇籍離脱。以後は、「竹田 光子（たけだ みつこ）」と名乗る。2013年（平成25年）8月11日、老衰のため、逝去。97歳没。

## 親族
- 父：公爵三条公輝
- 母：正親町静子（伯爵正親町実正令嬢）
- 夫：竹田宮恒徳王（竹田宮恒久王第1王男子）
- 子女：
  - 第1王男子：恆正王（1940年 - ） - 竹田家現当主
  - 第1王女子：素子女王（1942年 - ） - 三友食品取締役の佐藤博夫人[2]
  - 第2王女子：紀子女王（1943年 - ） - レイケムカンパニー副支店長の渡辺宣彦夫人[3]
  - 第2王男子：恒治王（1944年 - ）
  - 第3男子：恒和（1947年 - ）

## 栄典
- 1934年（昭和9年）5月12日 - 勲二等宝冠章[4]
- 1934年（昭和9年）9月13日 - 日本赤十字社名誉社員章・日本赤十字社金色有功章[5]
- 1940年（昭和15年）8月15日 - 紀元二千六百年祝典記念章[6]
- 1944年（昭和19年）5月16日 - 勲一等宝冠章[7]